# Faisal Zayid
Faisal Zayid (9 de outubro de 1991) é um futebolista profissional kuwaitiano que atua como meia.

## Carreira
Faisal Zayid representou a Seleção Kuwaitiana de Futebol na Copa da Ásia de 2015.